# Мариинско евангелие
Мариинското четвероевангелие (на латински: Codex Marianus) е глаголически илюстрован ръкопис, датиращ от началото на ΧΙ век.

## Описание
Евангелието се състои от 173 листа пергамент. Наименованието му произлиза от скита „Света Дева Мария“ на Света гора, където е открито от руския славист Виктор Григорович през 1845 г. Той го отнася в Русия. След неговата смърт ръкописът попада в московския Румянцевски музей, а сега се намира в Руската държавна библиотека (Григ. № 6 / М.1689) в Москва. Два отделни листа, така наречените Михановичеви листове, се пазят в Австрийската национална библиотека, Виена, под сигнатура Vindob. Slav. 146; по-рано те са се намирали в сбирката на Франц Миклошич.
Ръкописът съдържа четирите канонични евангелия. Не са запазени началото и краят му. Лист 134 е загубен и заменен по-късно с друг, написан на кирилица. Липсва и лист 167. Писмото е обла глаголица, с каквато са изписани и Зографското и Асеманиевото евангелие. Преди евангелията на Марко, Лука и Йоан има рисувани изображения на съответните евангелисти, представени в цял ръст. Тяхната грубовата рисунка, както и някои особености от иконографски характер, не намират точни паралели в други паметници на изкуството. Всяко от тези евангелия започва със заставка и инициал, декорирани с плетенични и дребни, изящни растителни мотиви.
Ватрослав Ягич предполага, че евангелието е от западните сърбо-хърватски земи, но това мнение е отхвърлено от науката. Въз основа на смесването на буквите ѫ и Ѹ се смята, че Мариинското четвероевангелие произлиза от Северна Македония, на границата със сръбския език. В морфологичен аспект евангелието съдържа архаични черти в лексиката.

## Образец от текста
Посичането на Йоан Кръстител (Матей 14: 1 – 12)
1. въ врѣмѧ оно оуслъıшавъ иродъ тетрархъ слоухъ исоусовъ

2. ı рече отрокомъ своимъ: сь естъ иоанъ кръститель, тъ въскрьсе от мрътвъıхъ, ı сего ради силъı дѣѭтъ сѧ о немь.

3. ıродъ бо емъ иоанна съвѧза и ı въсади и вь темьницѫ иродиѣдъı ради женъı филипа братра своего.

4. глаголааше бо емоу иоанъ. Не достоитъ ти имѣти еѩ.

5. ı хотѧ и оубити оубоѣ сѧ народа, за не ѣко пророка имѣхѫ и.

6. дьни же бъıвъшоу розьства иродова плѧса дъшти иродиѣдина по срѣдѣ и оугоди иродови.

7. тѣмь же съ клѧтвоѭ издрече еи дати, егоже аште въпроситъ.

8. Она же наваждена материѭ своеѭ, даждь ми, рече, сьде на мисѣ главѫ иоана кръстителѣ.

9. ı печаленъ бъıстъ цѣсаръ, клѧтвъı же ради и възлежѧштихъ съ нимъ повелѣ дати и,

10. ı посълавъ оусѣкнѫ иоана въ темьници.

11. ı принѣсѧ главѫ его на мисѣ и дашѧ дѣвици, ı несе матери своеи.

12. и пристѫпьше оученици его вьзѧсѧ тѣло его и погрѣсѧ е, ı пришедъше възвѣстишѧ исоусови.

## Издания
- „Quattuor evangeliorum versionis palaeoslovenicae codex Marianus glagoliticus – Памятник глаголической письмености. Мариинское четвероевангелие с примечаниями и приложениями“, Ватрослав Ягич, Берлин и Петербург, 1883 г. Към изданието е приложено изследване на Ягич върху палеографските му и езикови особености и пълен речник. Липсващият лист 167 е попълнен със съответния текст от „Зографското четвероевангелие“
- електронна версия на текста е включена в Corpus Cyrillo-Methodianum Helsingiense

## Изследвания
- „Особеностите на езика на Мариинския паметник“, Любомир Милетич, „Периодическо списание на Българското книжовно дружество“, V, 1880 г., кн. 19 – 20, 219 – 252
- „К вопросу о месте написания Мариинского евангелия“, П. Бузук, „Известия Отделения русского языка и словесности Императорской Академии наук“, XXIII, 1918 г., кн. 2, 109 – 149
- „Замечания о Мариинском Евангелии“, П. Бузук, „Известия Отделения русского языка и словесности Императорской Академии наук“, XXIX, 1924 г., 307 – 368